# او-۴۳۶
او-۴۳۶ (به آلمانی: U 436) یک او-بوت گونه ۷سی بود که ساخت آن سال ۱۹۴۱ تکمیل شد و در جریان جنگ جهانی دوم در کریگس‌مارینه خدمت کرد.

## تاریخچه عملیاتی
او-۵۱۴ روز ۳ ژانویه سال ۱۹۴۳ کاروان بریتانیایی تی‌ام ۱ متشکل از چندین کشتی تانکر حامل سوخت برای عملیات تورچ در شمال آفریقا را در ۱٬۰۰۰ کیلومتری شمال شرقی ترینیداد شناسایی کرد که رو به جبل‌الطارق می‌رفت. به دستور دریابد کارل دونیتس، فرمانده کل کریگس‌مارینه، گروه دِلفین متشکل از شش او-بوت که در غرب مادیرا گرد آمده بودند، می‌بایست به سمت این کاروان می‌رفت. او-۴۳۶ بخشی از این گروه بود. در همین حین او-۱۸۲ کاروان دیگری با نام «جی‌یواس ۸» را در ۶۷۰ کیلومتری غرب مادیرا شناسایی کرد که رو به غرب می‌رفت. با توجه به فاصله کمتر گروه دِلفین با کاروان به‌تازگی‌شناسایی‌شده، به دستور دریابد دونیتس گروه مسیر خود به سمت این کاروان تغییر داد. پس رسیدن نخستین او-بوت‌ها به هدف، حفاظت قدرتمند از کاروان جی‌یواس ۸ اجازه نداد گروه کار به جایی ببرد. از این رو به تصمیم دریابد دونیتس گروه او-بوت‌ها مجدداً رو به کاروان تی‌ام ۱ کرد. به هر صورت تا این زمان او-۵۱۴ به تنهایی حمله‌ای به این کاروان اجرا کرده بود و پس از فاصله گرفتن از آن، کاروان را گم کرده بود. دریابد دونیتس به درستی می‌پنداشت کاروان از حد فاصل ۳۰۰ کیلومتری میان مادیرا و جزایر قناری خواهد گشت. شنود اطلاعاتی بریتانیا پیام‌های رد و بدل شده بین او-بوت‌ها و پایگاه فرماندهی آن‌ها را رهگیری و رمزگشایی کرد و پی به قصد آلمانی‌ها در حمله به آن برد. از این رو مسیر کاروان تی‌ام ۱ تغییر کرد. به هر صورت مشکلات حاصل از بدی شرایط آب‌وهوایی و همچنین کمبود سوخت باعث شد کاروان وادار به در همان مسیر نخست شود.
دریابد دونیتس به گروه دِلفین دستور داد در خطی پخش شوند و شکاف بین مادیرا و جزایر قناری را پوشش دهند. تا روز ۴ ژانویه شمار این گروه به دوازده او-بوت رسید که در خطی به طول ۲۰۰ کیلومتر در ۱٬۰۰۰ کیلومتری غرب جزایر قناری قرار داشتند و به طرف غرب می‌رفتند. او-۳۸۱ ساعت ۱۶ روز ۸ ژانویه خطی از دود در افق مشاهده کرد. او-۴۳۶ نخستین او-بوتی بود که با فراخوان او-۳۸۱، به محل رسید و حمله‌ای ترتیب داد. یکی از ناوشکن‌های محافظ کاروان حضور او-بوت را مشاهده کرد و قصد داشت خود را به آن بکوبد. پیش از آن که کشتی جنگی به آن برسد، او-۴۳۶ سه اژدر به سمت نزدیک‌ترین تانکرها شلیک و سپس به زیر آب شیرجه زد. ناوشکن چندین خرج عمقی بر روی جایی که او-بوت شیرجه زده بود انداخت. در همین حال یکی از اژدرهای شلیک‌شده از او-۴۳۶ به تانکر آلبرت ال. السوورت با پرچم نروژ در پیش روی یکی از ستون‌های بیرونی کاروان اصابت و آتش‌سوزی بزرگی در آن ایجاد کرد. چند ثانیه بعد دو اژدر دیگر به کشتی پشت سر آلبرت ال. السوورت، یعنی تانکر اولتیا ۲ با پرچم بریتانیا خورد. خدمه هر دو کشتی را رها کردند. در این حال او-۴۳۶ دوباره به روی سطح آمد تا حمله دیگری صورت دهد. شلیک منور از یکی از شناورهای حفاظتی با روشن کردن محیط موقعیت او-بوت را نمایان کرد. او-۴۳۶ این بار هم پیش از آن که ناوشکن فرا برسد شیرجه زد. ناوشکن این بار تعداد بیشتری خرج عمقی در موضع خالی کرد. صدای انفجار بزرگی از زیر آب شنیده شد. ناوشکن تصور کرد او-بوت را غرق کرده یا به آن آسیب زده است اما در حقیقت هیچ صدمه‌ای به او-۴۳۶ نرسید و توانست از محل دور شود.{{sfn|Edwards|2015|p=۱۰۴} در این حادثه ۱۷ تن از ۶۰ خدمه اولتنیا ۲ جان باختند.